# M*A*S*H (série de televisão)
M*A*S*H é  uma premiada série de televisão americana. Do género comédia dramática, foi exibida pela CBS entre 17 de setembro de 1970 e 28 de fevereiro de 1983.
Era inspirada no filme homônimo dirigido por Robert Altman e baseado no romance de Richard Hooker, que ganhou a Palma de Ouro em Cannes em 1970 e o Óscar de Melhor Roteiro (adaptado). Foi um dos mais importantes manifestos antibélicos da TV. O seriado tinha como alvo a Guerra do Vietnã, que na época atingia o seu auge, mas a série abordava uma guerra anterior: a Guerra da Coréia, igualmente violenta.
A série transformou-se numa das de maior sucesso e duração dos EUA, ficando onze anos no ar, num total de 251 episódios. O episódio final da série, exibido em 1983, manteve o recorde de audiência da televisão norte-americana (105,97 milhões de espectadores) até o dia 7 de fevereiro de 2010, sendo superado pela 44ª edição do Super Bowl (106,5 milhões).

## Sinopse
A série acompanhava o cotidiano de um grupo de militares nos bastidores das batalhas que tinham como tarefa cuidar dos feridos. Os protagonistas eram os capitães Franklin Pierce (Alan Alda) e John McIntyre (Wayne Rogers). Fazia também uma crítica ácida e incisiva a todas as formas de poder.

## Elenco
- Alan Alda - Capt. Benjamin Franklin "Hawkeye" Pierce (dublado por Chico Borges [1a voz] e Jorge Ramos [2a voz])
- Wayne Rogers - Army Capt. "Trapper John" McIntyre (1972-1975) (dublado por Nelson Batista [1a voz] e Pádua Moreira [2a voz])
- McLean Stevenson - Lt. Col. Henry Blake (1972-1975) (dublado por Garcia Netto[1a voz] e Orlando Drummond [2a voz])
- Gary Burghoff - Cpl. Walter "Radar" O'Reilly (1972-1979) (dublado por Rodney Gomes)
- Larry Linville - Maj. Frank Burns (1972-1977) (dublado por Orlando Prado)
- Loretta Swit - Maj. Margaret "Hot Lips" Houlihan (dublada por Nelly Amaral)
- Mike Farrell - Capt. B.J. Hunnicut (1975-1983) (dublado por Alfredo Martins)
- Harry Morgan - Col. Sherman T. Potter (1975-1983) (dublado por Milton Luis)
- Jamie Farr - Cpl./Sgt. Maxwell "Max" Q. Klinger (dublado por Silvio Navas)
- David Ogden Stiers - Maj. Charles Emerson Winchester III (1977-1983)
- William Christopher - Lt./Capt. Father Francis J. Mulcahy (1972-1983) (dublado por Vinicius Salvatori [1a voz] e Mário Monjardim [2a Voz])

## Transmissão no Brasil e em Portugal

### Brasil
O seriado estreou no Brasil 1974 na TV Tupi sendo levado ao ar terça-feira às 22h, numa faixa chamada Sessão Maior, onde era exibido junto com um longa metragem e o seriado Missão Impossível. No ano seguinte começou a ser apresentado na TV Record e TV Rio, ainda mostrado às terças-feiras no horário das 22h e em 1976 transferiu-se para a TV Bandeirantes com sua transmissão diariamente às 23h30. Entre os anos de 1977 e 1978 M*A*S*H retornou à TV Tupi, também sendo exibido às 22h. No ano de 2018 e 2020, a série de TV americana está passando no Brasil dublada e reprisada na Rede Brasil .

### Portugal
Estreou na RTP1 no dia 21 de Outubro de 1983 às 21h15.
- Sexta-feira, 21h de 21-10-1983[2] e 28-10-1983[2];
- Sábados, 19h/20h de 05-11-1983[2] até 07-01-1984[2];
- Sábados, 19h/20h de 14-01-1984[2] até 03-03-1984[2];
- Sextas-feiras, 20h30 de 09-03-1984[2] até 16-03-1984[2], sendo este último episódio transmitido na RTP2 às 22h30[2].